# Condado de Albi
El condado de Albi fue una jurisdicción feudal de Occitania con su centro en la ciudad de Albi, Francia.
En 615 ya se menciona un conde de la ciudad. En 778 Carlomagno estableció como conde a Aimó. La región tuvo condes particulares hasta la mitad del siglo IX, cuando el último conde, Ermengol, únicamente dejó una descendiente, Garsenda, que se casó hacia 860 con Odón I de Tolosa, que así se convirtió en conde de Albí. Poco tiempo después los condes de Tolosa dejaron los asuntos en manos de los Trencavel, vizcondes de Albi., bajo su vasallaje. El país abrazaba el pagus de Ambialet, el de Lautrec y el de Paulin. En el reparto de 950 correspondió a Ramón III de Tolosa con algunas tierras en Nimes, pero murió en 972 (su hijo mayor Ramón murió joven y el segundo, Hugo, muerto en 1006, era obispo). De 972 a 987 Guillermo Tallaferro, hermano de Ramón, fue conde, pero en 987 cedió el condado a su hermano Pons II de Tolosa, que murió poco después sin descendencia, volviendo a Tallaferro. Siguió unido a Tolosa hasta que en 1209 cayó en manos de los cruzados de Simón de Montfort y, a pesar de que una revuelta popular los expulsó, la reconquistaron, y en 1210 el Papa le confirmó la posesión. A su muerte en 1218 pasó a su hijo Amauri. El vizconde Ramón Trencavell III, aliado a su señor el conde de Tolosa, recuperó Albi en 1224, pero la perdió parcialmente en 1227. Por el tratado de París se reconoció el dominio de la corona sobre la mitad del condado (la ribera izquierda del río Tarn con la ciudad de Albi), mientras que el resto quedaba para Tolosa dividida en siete bailías; las fortalezas cátaras de Lavaur, Gaillac, Rabastens, Montaigu y Puicelci fueron desmanteladas, y las de Cordes y Penne quedaron para el rey durante diez años. Castres fue donada en feudo a Felipe, sobrino de Simón de Montfort. Ramón Trencavel II intentó recuperar sus dominios en 1240 con ayuda de Enrique III de Inglaterra, y asedió Carcasona, pero finalmente en 1247 renunció en favor del rey de Francia a cambio de una pensión de 600 libras. En 1249 murió el conde de Tolosa y de Albi, Ramón, y su hija Juana se convirtió en condesa junto a su esposo Alfonso de Poitiers, hijo de Luis VIII de Francia y de Blanca de Castilla, tal y como se había establecido; al morir ambos en 1271 sin sucesión, el condado pasó a la corona. Poco antes la ciudad de Albí fue reconocida a los obispos en 1268, que la poseyeron hasta la revolución.

## Lista de condes de Albi
- Aimó 778-?
- Renaud ?-?
- Desconocido ?-?
- Ermengol ?-después de 864
- Garsenda c. 865-?
- Odón I de Tolosa c. 865-918
- Ermengol de Roergue 918-924 (co-conde con Ramón) y 924-940 (co-conde con Ramón Ponce I)
- Ramón I (II de Tolosa) 918-924
- Ramón Ponce I 924-950 (conde de Tolosa)
- Ramón II 950-972 (conde de Albi y de parte de Nimes)
- Guillermo I Tallaferro (IV de Tolosa) 972-987
- Ponce 987-?
- Guillermo I Tallaferro (2ª vez) ?-1037
- Ponce I (III de Tolosa) 1037-1060
- Ramón III de San Geli (IV de Tolosa) 1060-1105
- Alfonso I Jordán 1105-1148 (conde de Tolosa)
- Ramón IV (V de Tolosa) 1148-1195
- Ramón V el viejo (VI de Tolosa) 1195-1215
- Simón de Montfort 1215-1218
- Amaury de Montfort 1218-1224
- Ramón VI el joven (VII de Tolosa) 1224-1249 (1227-1229 ocupación parcial francesa)
- Juana de Tolosa 1249-1271
- Alfonso de Poitiers 1249-1271 (hijo del rey de Francia)
- Bajo la corona 1271

- Datos: Q8349178